# Selenastrum
Selenastrum, rod zelenih algi iz porodice Selenastraceae. Postoji 1pet taksonomski priznatih vrsta, sve su slatkovodne

## Vrste
1. Selenastrum bibraianum Reinsch - tip
2. Selenastrum bifidum A.W.Bennett
3. Selenastrum capricornutum Printz
4. Selenastrum rinoi Komárek & Comas
5. Selenastrum subtile (Hindák) P.Marvan, J.Komárek & A.Comas